# 尼克拉斯·亚历山大松
尼克拉斯·亚历山大松（瑞典語：Niclas Alexandersson，1971年12月29日—），瑞典男子足球運動員。在場上的位置是中場。他效力過的最後一家球隊是瑞典球隊哥登堡體育會。曾代表瑞典國家足球隊參賽，為國家隊出賽109場、7進球，出賽場次則排在國家隊第10名。